# Курсив мой
«Курсив мой. Автобиография» ― главное произведение прозаика и лектора-слависта Нины Берберовой (1966 год), содержащее уникальную информацию очевидца начала и зрелости XX века. В фокусе автора оказались три страны: Российская Империя, Франция и США.

## Общие сведения
Второе издание содержит предисловие и послесловие Нины Берберовой от 1982 года. В послесловии выборочно напечатана дошедшая до автора читательская реакция на первое издание книги на русском языке.
Также размещён обширный авторский Биографический справочник, главным образом ― по упомянутым персонам (начиная Артюром Адамовым и заканчивая Карлом Ясперсом), но также включено несколько культурно-социальных явлений (поэт. направления, издания, полит. партии и др.). Справочник несёт свою собственную, задуманную автором функцию, и вызывает вопросы у отдельных литературных критиков своей значительной субъективностью[страница?].

## Содержание

### ч. I. Гнездо и муравьиная куча
В главе описана принципиальная жизненная позиция и особенности личности Берберовой в отношении понятий зависимости и независимости, покровительства и одиночества, семейственности и личной свободы, которые автор символически выразила понятиями семейного, родового гнезда и ― как противопоставление ― природным примером организации жизнеустройства муравейника. Символика гнезда применительно к раскрытию личности на закате жизни для Нины Берберовой повернулась иной своей гранью, что будет упоминяту также и в последней части автобиографии.

### ч. II. Бедный Лазарь
Символическая отсылка к евангельской притче о богаче и Лазаре. Во второй части автобиографии двигаясь дальше ― от детства к юности, охватываются события жизни Берберовой до момента покидания ею исторической родины.

### ч. III. Товий и ангел
Символическая отсылка к истории из Ветхозаветной Книги Товита и любимому сюжету живописцев эпохи Возрождения. Третья часть автобиографии раскрывает жизнь Нины Берберовой в союзе с Владиславом Ходасевичем в эмиграции.

### ч. IV. Соль земли
Эта часть автобиографии описывает «молодое» поколение русской эмиграции, значимое для автора и знаковое для русской культуры (Иван Бунин, Владиимр Набоков и др.). Тема «молодой» и «новой» эмиграции также была затронута и в романе Берберовой «Мыс Бурь» 1950 года.

### ч. V. «Гордыефигуры на носу кораблей»
В пятой части автобиографии упоминается о русском пролетариате Булонь-Бийанкура; рассказывается о расхождении Берберовой с Владиславом Ходасевичем, последовавших новых браках каждого из них; дано описание кончины Ходасевича в результате длительной болезни.

### ч. VI. Чёрная тетрадь (дат. август 1939-апрель 1950)
Отличается от остальных шести частей, представляя собой публикацию серии лаконичных датированных дневниковых записей из «чёрной тетрадки»; наименее беллетризованная и наиболее личная часть сборника. Охватывает период семейной жизни в деревне Лоншен во время Второй мировой войны и немецкой оккупации, посещения Швеции и разрушения второго брака Берберовой.

### ч. VII. Не ожидая Годо (1947—1966)
Символическая отсылка к пьесе писателя Сэмюэла Беккета «В ожидании Годо» 1949 года. Заключительная часть опубликованной автобиографии Берберовой, навсегда покинувшей послевоенный Париж и начавшей новую жизнь в Соединённых Штатах Америки.

## Публикации
Автобиография Нины Берберовой была опубликована при жизни автора в «разрядный» период холодной войны — впервые на английском (1969, перевод с русского Филиппа Рэдли / Philippe Radley —  его труд сразу же был вознаграждён в США номинацией  на Национальную книжную премию / National Book Awards в 1970 году). 
На русском «Курсив» впервые появился в Западной Германии в 1972-м — в специализировавшемся на славистике мюнхенском издательстве Вильгельма Финка  (в серии «Центрифуга» / «Centrifuga: Russian reprinting and printing», курировавшейся Карлом Аймермахером). Второе русскоязычное издание исправленным и дополненным вышло в «Russica Publishers» Нью-Йорке в 1983-м.
Французский перевод с русского (1989, переводчица — Анн Мисслен / Anne Misslin) был издан «Акт Сюд», управляемым семейством Ниссен (и расположившемся в Арле на площади, ныне носящей имя Нины Берберовой / Place Nina Berberova).
Московское издательство «Согласие» впервые напечатало книгу через три года после смерти Берберовой, дополнив «Курсив» вступительной статьёй Е. В. Витковского «Почерк Петрарки» (1996).
- The Italics are mine / Перевод с рус. Philippe Radley. — N.Y.: Harcourt, Brace & World, 1969. — viii, 606 pp.  ― ISBN 0582112133, ISBN 9780582112131
- Курсив мой. Автобиография = Hervorhebung Von Mir: Autobiographie. — Munchen: Wilhelm Fink Verlag, 1972. — 709 с. — (Centrifuga. Russian reprinting and printing. Ed. by Karl Eimermacher u.a. Vol. 3)
- Курсив мой. Автобиография. — 2-е издание: исправленное и дополненное. — В 2 т. — N.Y.: Russica Publishers, 1983 — 704 с. ― ISBN 0-89830-065-7
  - Том 1: Ч.1-4. — ISBN 0-89830-066-5
  - Том 2: Ч.5-7. — ISBN 0-89830-067-3
- C’est moi qui souligne / Перевод с рус. Anne Misslin. — Arles: Actes Sud, 1989 — 546 p. ― ISBN 978-2-8686-9366-2.
- Курсив мой. Автобиография. — М.: Согласие, 1996. — 735 с. : на тит.л. портр. автора; 16 л.илл. ― ISBN 5-86884-034-8.
  - Вступит. статья Е. В. Витковского «Почерк Петрарки»; Комментарии В. П. Кочетова, Г. И. Мосешвили ; Ред. В. П. Кочетов; худож. оформление Т. Н. Руденко, С. А. Стулова ; Предисловие от авт. ; Послесловие от авт. — В прил.: Ф. Медведев. «Хочу увидеть то, что оставила в юности»: Встреча с Ниной Берберовой перед её приездом в Сов. Союз. С. 612—622; Ф. Медведев. «Мой успех в Москве ― это чудо: Провожая Н. Берберову в Америку». С.623-629; Биогр. справ. С.630-711; Перевод инстр. слов и выражений. С.712-713; Алф. указ. С.714-734

## Критика
Австралийский литературный критик Клайв Джеймс в своей биографической книге «Культурная амнезия» назвал «Курсив мой» «лучшей книгой о русской культуре в изгнании».